# Kutara tenuipenis
Kutara tenuipenis är en insektsart som beskrevs av Zhang. Kutara tenuipenis ingår i släktet Kutara och familjen dvärgstritar. Inga underarter finns listade i Catalogue of Life.